# James Macandrew
James Macandrew serait né en 1819, probablement à Aberdeen en Écosse, où il a été baptisé le 18 mai 1819. Il fut un armateur et un homme politique néo-zélandais. Élu député de 1853 à 1887 il fut le dernier surintendant de la province d'Otago. Il est décédé le 25 février 1887 .

## Début de la vie
Membre de l'Association des laïcs de l'Église libre d'Écosse, il s'intéressa au projet de colonisation d' Otago, qui y était favorable. L'Association d'Otago ayant développé un partenariat, James Macandrew, avec son beau-frère William Reynolds, acheta une goélette  qu'il chargea de marchandises et s'embarqua pour Otago avec sa famille. Il y arriva en janvier 1851.
Toujours en partenariat avec son beau-frère, James Macandrew s'imposa rapidement  das le monde des affaires & Dunedin. William Reynolds, a mis sur pied une entreprise de transport maritime, et James Macandrew a établi une société de commerce dans la ville.Ce partenariat déboucha ultérieurement sur un service de vapeur entre Dunedin et Melbourne en Australie.

## Députation
James Macandrew fut l'un des six représentants de l'électorat du pays de Dunedin au premier conseil provincial d'Otago (1853-1855). Il a représenté l'électorat central au deuxième conseil provincial (1855-1859) et l'électorat de Port Chalmers au quatrième conseil provincial (1863-1867).
Macandrew a été surintendant de la province d'Otago de 1860 à 1861, et de nouveau de 1867 jusqu'à l'abolition en 1876. Il a été président de la province d'Otago à deux reprises (1853-1854 et 1856-1859). De janvier à novembre 1854, il fait partie de l'exécutif du conseil.
Lors de sa formation, Macandrew a été élu au Parlement néo-zélandais , représentant l' électorat de la ville de Dunedin . Au Parlement, il a combattu ce qu'il considérait comme un parti pris envers les provinces du nord ( Auckland et Wellington ) au détriment de son propre Otago. Il a également défendu la pratique d'ouvrir le Parlement avec des prières (les décrivant comme une "reconnaissance nécessaire de la dépendance à l'égard de l'Être divin"), et a fait pression pour que tous les débats parlementaires soient publiés.

### Mandats au Parlement néo-zélandais
| Ordre | Groupe       | Circonscriptions | Période    |
| ----- | ------------ | ---------------- | ---------- |
| 1     | Indépendant  | Ville de Dunedin | 1853 –1855 |
| 2     | vIndépendant | Ville de Dunedin | 1855 –1858 |
| 2     | Indépendant  | Ville de Dunedin | 1859 –1860 |
| 3     | Indépendant  | Bruce            | 1865 –1866 |
| 4     | Indépendant  | Clutha           | 1866 –1870 |
| 5     | Indépendant  | Port Chalmers    | 1871 –1875 |
| 6     | Indépendant  | Ville de Dunedin | 1875 –1879 |
| 7     | Indépendant  | Port Chalmers    | 1879 –1881 |
| 8     | Indépendant  | Port Chalmers    | 1881 –1884 |
| 9     | Indépendant  | Port Chalmers    | 1884 –1887 |

Il est resté au Parlement jusqu'à sa mort le 24 février 1887, après avoir exercé successivement neuf mandats distincts. Il a d'abord servi pour la ville de Dunedin de 1853 à 1858 (il a démissionné le 2 novembre 1858). Il a contesté avec succès une élection partielle du 14 janvier 1859 dans le même électorat [8] et a servi jusqu'à la fin de la législature en 1860. Ensuite, il a servi dans l' électorat de Bruce 1865-1866, suivi de Clutha 1866-1870, Port Chalmers 1871-1875 et ville de Dunedin 1875-1879. Son dernier mandat fut de nouveau à Port Chalmers de 1879 à 1887, date à laquelle il mourut.

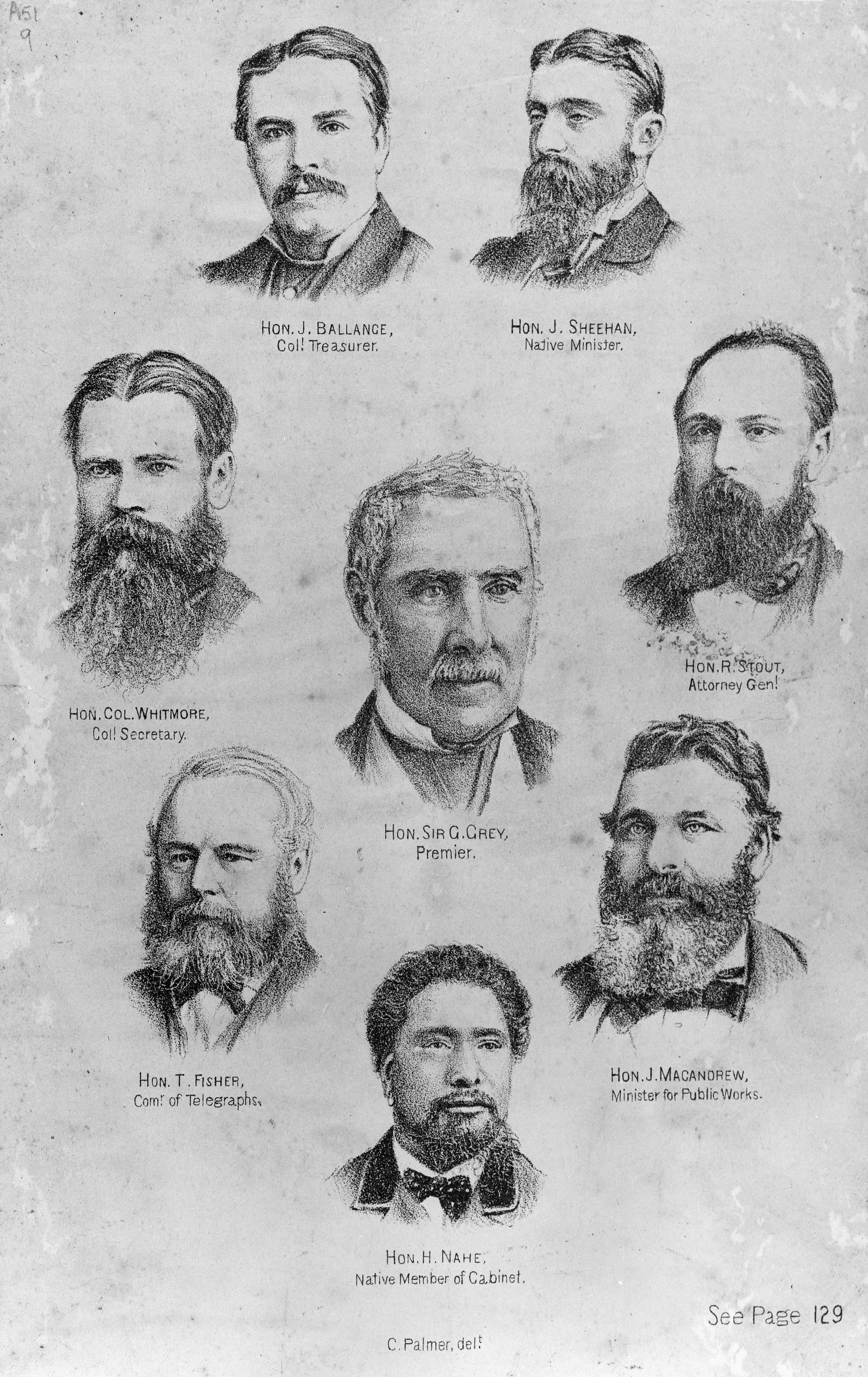
Georges Grey et son Cabinet

Il a été ministre des Travaux du 5 mars 1878 au 8 octobre 1879. Au cours de ses six dernières années et demie au Parlement, il a détenu le titre de Père de la Chambre , en tant que député le plus ancien de façon continue.

## Vie personnelle
Macandrew et sa femme ont eu quatre filles et quatre fils. L'un de ses fils, le docteur Herbert Macandrew , devint directeur médical de l' asile Seaview à Hokitika.
Il est décédé des suites d'un accident à Dunedin.

## Commémoration
La ville de Macandrew Bay sur la péninsule d'Otago porte le nom de James Macandrew, ainsi que le chemin Macandrew à Port Chalmers portent son nom.
.